# Underwater (film)
Underwater är en amerikansk science fiction-film/actionfilm/skräckfilm från 2020 i regi av William Eubank, med bland annat Kristen Stewart, Vincent Cassel och T.J. Miller I huvudrollerna. Filmen, som är producerad och distribuerad av 20th Century Fox, hade biopremiär i USA den 10 januari 2020. Musiken i filmen har komponerats av Marco Beltrami, tillsammans med Brandon Roberts.

## Handling
Filmens handling utspelar sig under år 2050, på ett djuphavsborrningsföretag vid namn Kepler 822, vars laboratorium ligger långt nere på botten av Marianergraven. Där ska det snart inträffa en mystisk jordbävning, som lyckas förstöra stora delar av företagets underjordiska laboratorium. I och med detta, bestämmer sig företagets maskiningenjör Norah Price, tillsammans med sina kollegor Rodrigo Nagenda och Paul Abel, för att börja evakuera, och skyndar sig därför iväg till varsin flyktkapsel. När de kommer fram, stöter de på kapten Lucien, samtidigt som de märker att alla flyktkapslar redan har använts. De ska senare även hitta biologen Emily Haversham och ingenjören Liam Smith, och hamnar samtidigt i en katt-och-råttalek med ett främmande rovdjur. Nu gäller det för resten av besättningen att samla all oöverträffad styrka och mod för att överleva, om de någonsin ska komma i säkerhet igen.

## Rollista
- Kristen Stewart – Norah Price
- Vincent Cassel – kapten Lucien
- Jessica Henwick – Emily Haversham
- John Gallagher Jr. – Liam Smith
- Mamoudou Athie – Rodrigo Nagenda
- T.J. Miller – Paul Abel